# Rainbow Warriors d'Hawaï
Les Rainbow Warriors d'Hawaï (en anglais : Hawaii Rainbow Warriors) sont un club omnisports universitaire de l'université d'Hawaï à Mānoa (Mānoa, Hawaï).
Les équipes des Rainbow Warriors participent aux compétitions universitaires organisées par la National Collegiate Athletic Association. Hawaï fait partie de la Big West Conference mais l'équipe masculine de volley-ball et les féminines de water-polo jouent en Mountain Pacific Sports Federation.
Les équipes féminines sont surnommées « The Wahine » ou « The Wahines » mais ce terme ne convient pas à certains Hawaïens qui militent en faveur du terme « Na Wahine ».

## Histoire
Avant 2000, l'Université d'Hawaï surnommait les équipes sportives les Rainbow Warriors, mais à la suite d'une nouvelle stratégie marketing chaque sport a choisi son propre surnom. Ainsi les équipes de basketball, natation, plongeon et tennis garde le surnom de Rainbow Warriors, alors que l’équipe baseball opta pour Rainbows. Enfin les équipes de football américain, golf et volley-ball prennent le surnom de Warriors.

## Installations sportives
Le club dispose de nombreuses installations sportives, telles que l'Aloha Stadium (jusqu'en 2020), le Stan Sheriff Center, le Les Murakami Stadium ou encore le Waipiʻo Peninsula Soccer Stadium.
L'Aloha Stadium ayant été fermé en décembre 2020, les Rainbow Warriors d'Hawaï joueront leurs matchs à domicile, en attente de leur nouveau stade, au minimum jusqu'à la saison 2023 dans le Clarence T. C. Ching Athletics Complex situé sur leur campus et jusqu'ici réservé aux compétitions d'athlétisme. Un projet existe pour augmenter sa capacité jusqu'à 10 000 spectateurs avant leurs matchs à domicile de la saison 2021,.